# Третяки (Воронезька область)
Третяки (рос. Третьяки) — село у Борисоглєбському міському окрузі Воронезької області Російської Федерації. В селі розвинено сільське господарство. Є завод з переробки насіння соняшника.
Село розташоване на відстані 25 кілометрів від міста Борисоглєбськ по праву сторону від річки Хопер. Через село прокладено автомобільну дорогу федерального значення Курськ — Воронеж — Борисоглєбськ — Саратов Р298.

## Відомі уродженці
- Казьмін Петро Михайлович — Народний артист СРСР.